# Sarah Mantok
Sarah Mantok is een bestuurslaag in het regentschap Nagan Raya van de provincie Atjeh, Indonesië. Sarah Mantok telt 104 inwoners (volkstelling 2010).